# Kamperova kurie
Kamperova kurie (slovensky Kamperova kúria) je kulturní památka v Bratislavě na Žižkově ulici 12, pocházející ze 16. století. Památkově obnovena byla v roce 1992, odkdy zde sídlí Archeologické muzeum Slovenského národního muzea.
Postavena byla kolem roku 1601 na místě starších domů. Má jedno patro, 4 křídla, 8 os, je to renesanční budova.